# Gymnasium

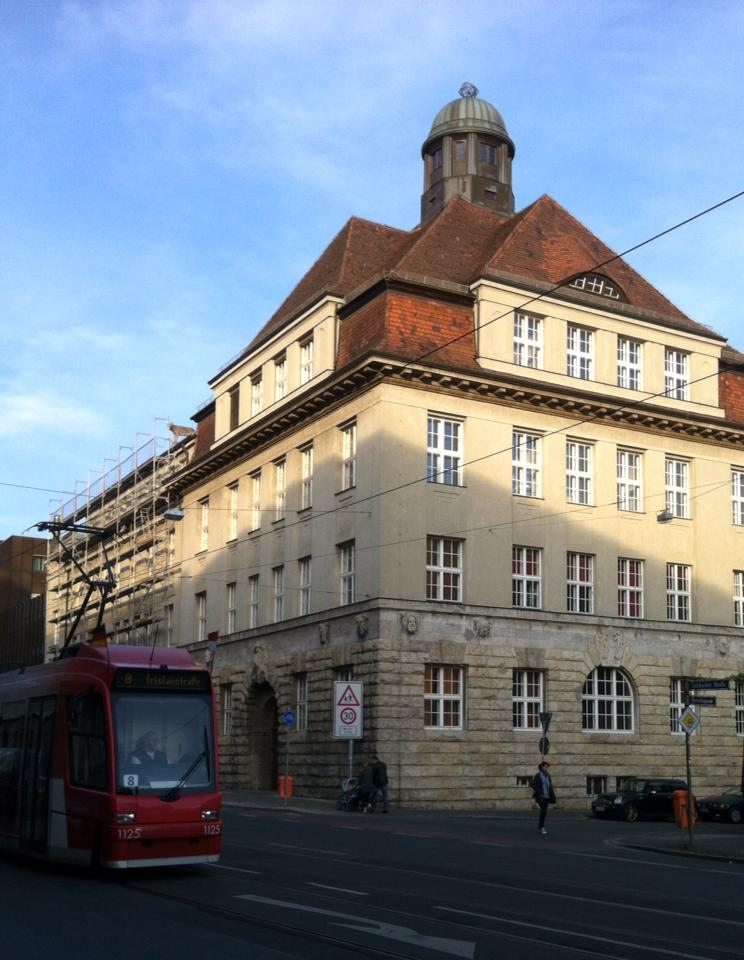
Das 1526 als Aegidianum gegründete Melanchthon-Gymnasium in Nürnberg gilt als das älteste Gymnasium im deutschsprachigen Raum.

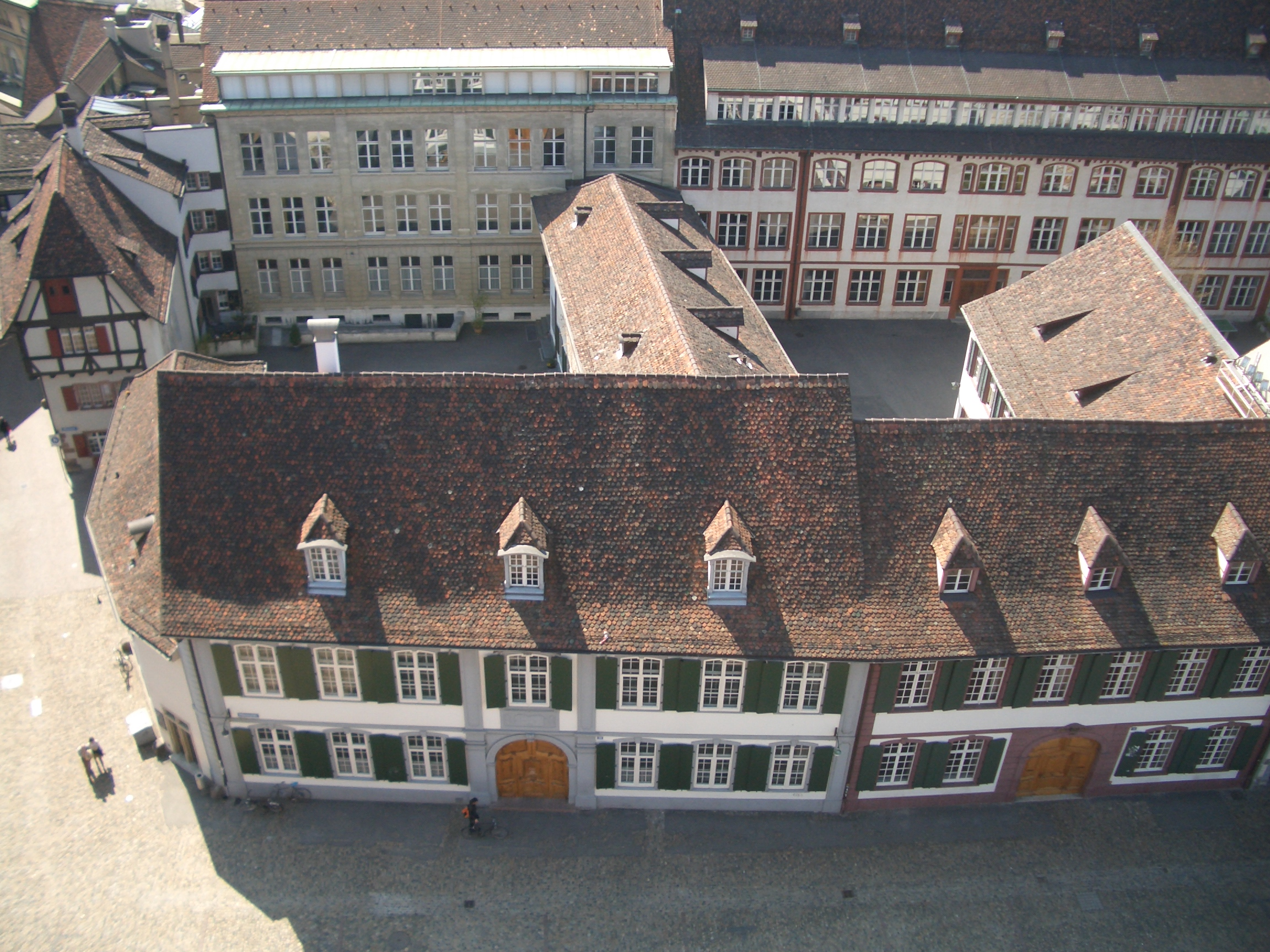
Das Gymnasium am Münsterplatz in Basel ist das älteste deutschsprachige Gymnasium der Schweiz.

Ein Gymnasium (Plural: Gymnasien), teilweise auch Lyzeum (Plural: Lyzeen) genannt, ist eine weiterführende Schule des sekundären Bildungsbereichs, die zur Hochschulreife führt. Der Beginn und die Länge der gymnasialen Ausbildung hängt vom jeweiligen Schulsystem ab. Ein Schüler eines Gymnasiums wird Gymnasiast (bzw. Lyzeist) genannt. Im Ergebnis führt der Abschluss des Gymnasiums zur allgemeinen Hochschulzugangsberechtigung, die als Abitur oder Matura bezeichnet wird.

## Wortherkunft

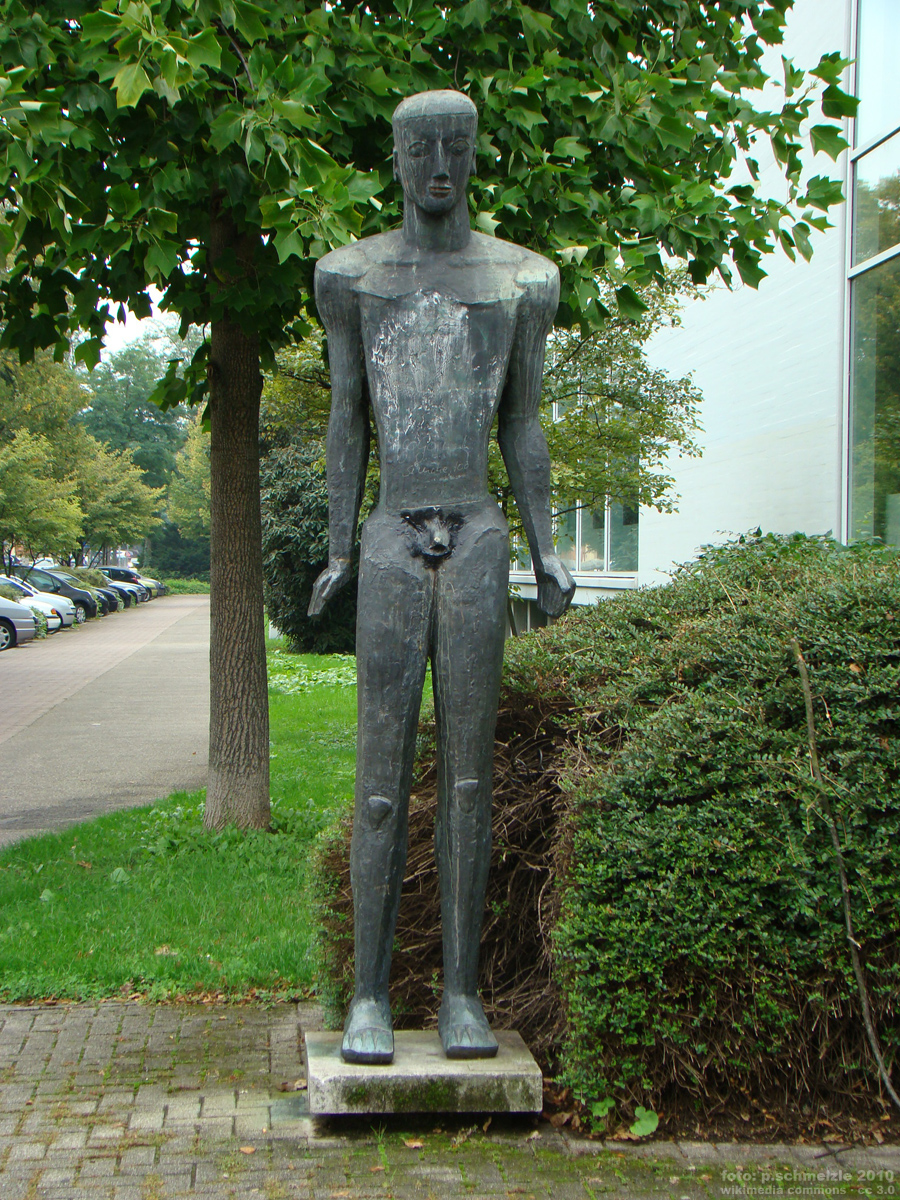
Die Skulptur Jüngling von Gottfried Gruner vor dem Heilbronner Theodor-Heuss-Gymnasium verdeutlicht die Wortherkunft.

Gymnasium ist die latinisierte Form des griechischen Wortes γυμνάσιον gymnásion. Im antiken Griechenland war ein Gymnásion ein Ort der körperlichen und geistigen Ertüchtigung für die männliche Jugend, wobei das Körperliche im Vordergrund stand. In den Gymnasien wurde nackt trainiert, was noch in der Herkunft des Wortes von griechisch γυμνός gymnós (nackt) aufscheint. Die Einrichtung eines solchen Gymnasiums ist auf den Fünfkämpfer Ikkos von Tarent (Taras) zurückzuführen, der als bester Trainer seiner Zeit zum γυμνάστης (Gymnástēs) aufgestiegen war. Außerdem war ein Gymnasium eine Einrichtung, wie sie z. B. in Alexandria zu finden war, in der man sich philosophisch und wissenschaftlich betätigen konnte.
Das Wort Lyzeum leitet sich vom Λύκειον Lýkeion der Antike, einem dem Apollon Lykeios geweihten Hain bei Athen her, in dem das berühmte Gymnasion des Aristoteles beheimatet war. Daher greift man später auf den Namen zurück, wenn man Schulen meint, die der „schöngeistigen“ Erziehung (d. h. der höheren Bildung) dienen. Der Name findet sich insbesondere in Österreich und Süddeutschland für Latein- und Gelehrtenschulen.
Ab Ende des 19. Jahrhunderts nennt man die höhere Mädchenschule Lyzeum und unterscheidet sie so vom Gymnasium der Knaben, das ja auch auf sportliche Ertüchtigung im Sinne des Mottos Mens sana in corpore sano zielte, während Mädchensport bis in die 1910er Jahre (allein schon wegen der Kleiderordnung und der geltenden Vorstellung von züchtigem Auftreten) undenkbar war. Der Begriff findet sich daher im Namen vieler Mädchengymnasien. Ebenso wurden römisch-katholische Schulen, aber auch Anstalten für das katholisch-theologische und das philosophische Studium, Lyzeen genannt (siehe Lyzeum (Hochschule)).
Im romanischen und slawischen Sprachraum kennt man diese Unterscheidung zwischen Lyzeum und Gymnasium nicht. Franz. lycée, ital. liceo, span. liceo, port. liceu, rum. liceu, russ. лицей licej, serb. лицеј licej, türk. lise, finn. lyseo/lukio steht allgemein entweder für den deutschen Begriff Gymnasium im heutigen Sinne oder aber für einen Teil davon, je nach Land Sekundarstufe I bzw. II. Das neugriech. λύκειο lýkeio und das poln. liceum (seit den 1990er Jahren) ebenso wie das französische lycée bezeichnen das Oberstufengymnasium, die Sekundarstufe II, während γυμνάσιο gymnásio bzw. poln. gimnazjum die (Gesamt-)Schule für die Sekundarstufe I meint. Im Tschechischen ist dagegen das gymnázium die allgemeinbildende Oberstufenschule, die zur Hochschulreife führt.
Im angelsächsischen Raum und in den angelsächsisch beeinflussten Bildungssystemen weltweit ist der Ausdruck Gymnasium für eine Bildungseinrichtung ungebräuchlich. Er findet sich hier nur vereinzelt als Schulname, wenn auf eine klassisch-humanistische Ausrichtung hingedeutet werden soll. Im Allgemeinen bedeutet das Wort gymnasium (bzw. kurz gym) im angelsächsischen Sprachgebrauch „Turnhalle“, „Trainingsraum“ oder „Fitnessstudio“. Im Französischen bedeutet gymnase ebenfalls „Turnhalle“, „Sporthalle“. Eine Ausnahme bildet die französische Schweiz, wo  der Begriff gymnase dieselbe Bedeutung hat wie im Deutschen.

## Historisches

### Entwicklung der Gymnasien im deutschsprachigen Raum

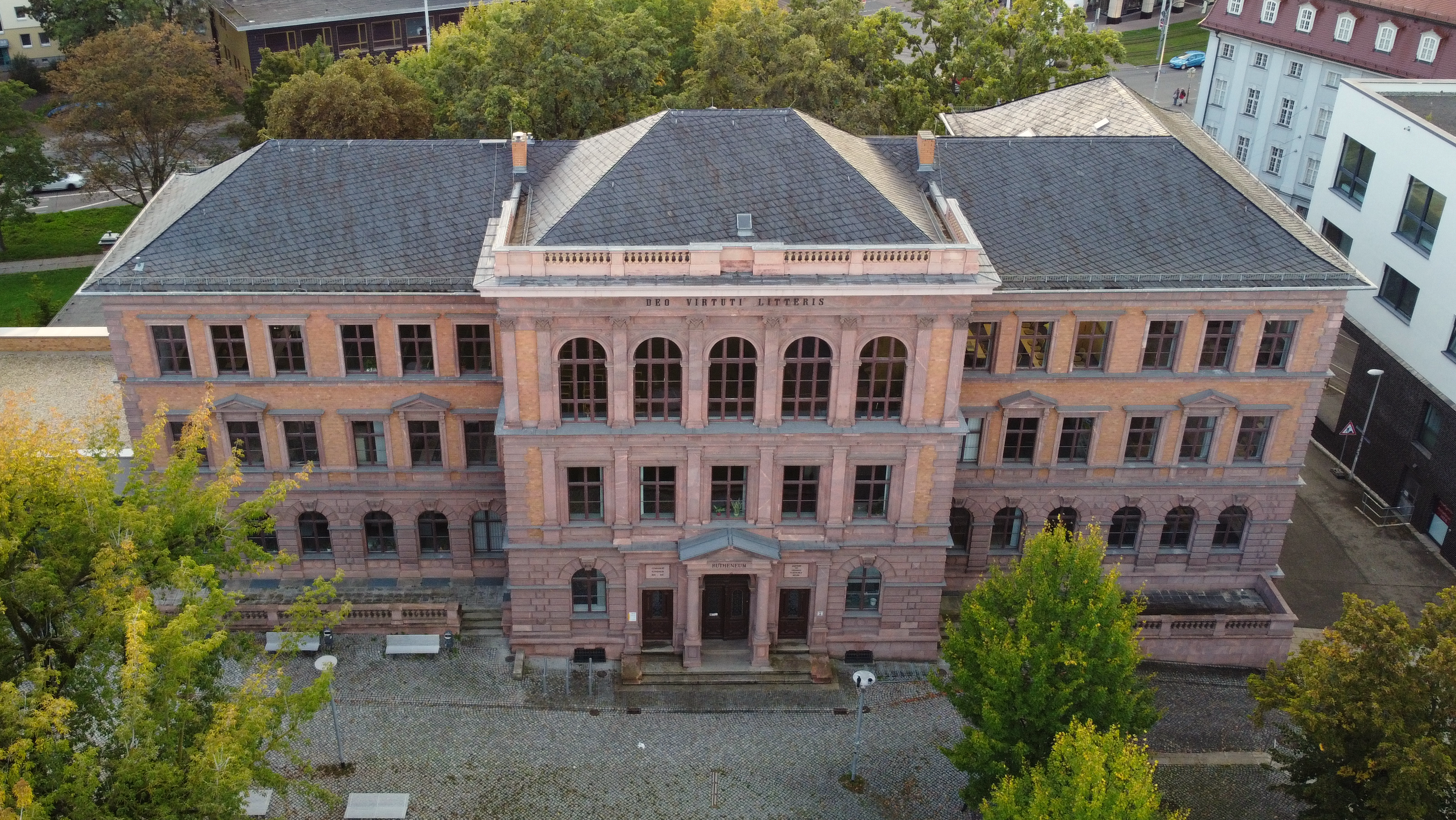
Das Rutheneum seit 1608 Gera

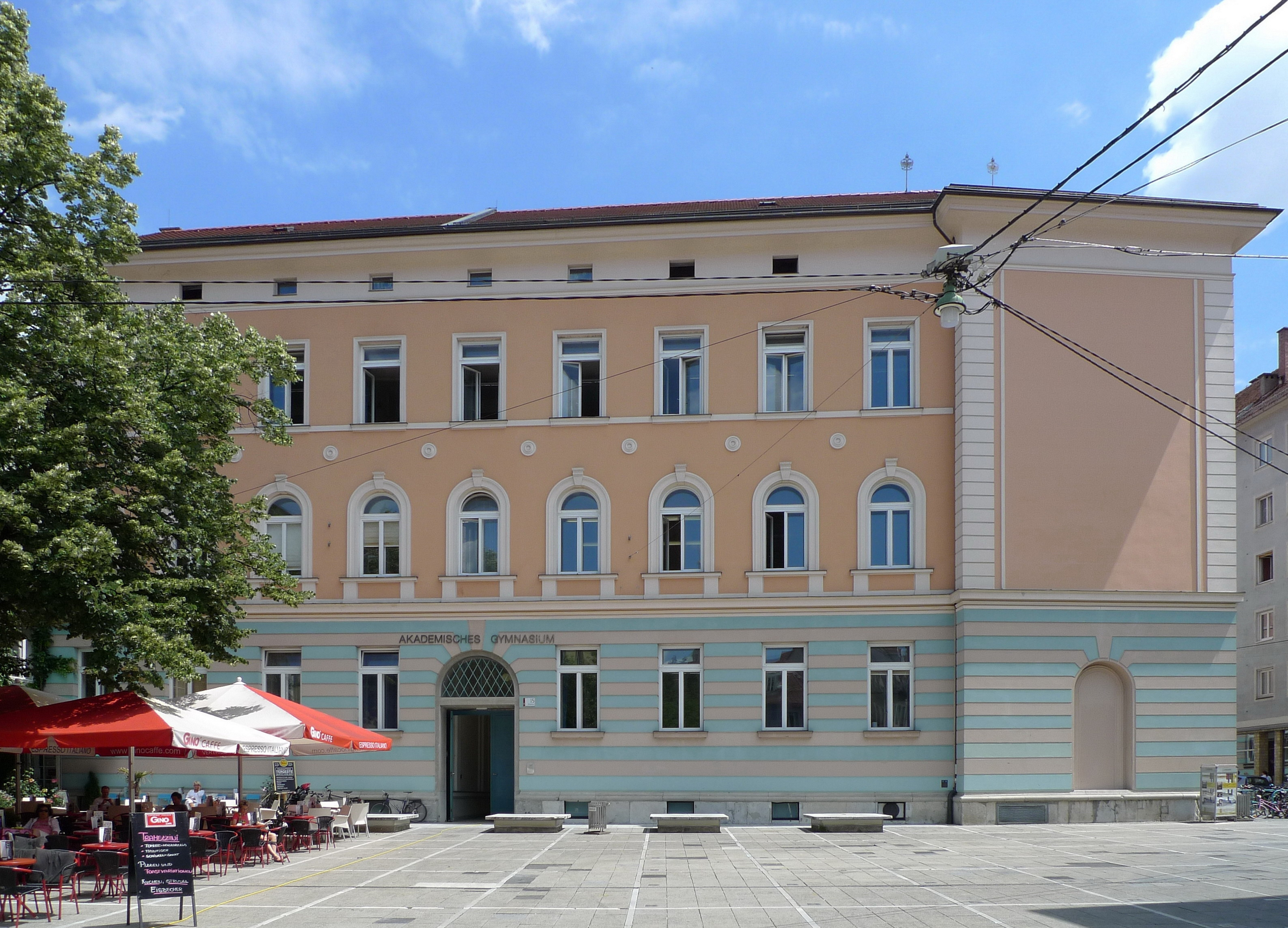
Akademisches Gymnasium in Graz (Steiermark), gegründet am 12. November 1573 durch Erzherzog Karl II. von Innerösterreich als Jesuitenkollegium, Frontansicht

Die Anfänge des gelehrten Unterrichts in der Neuzeit waren im Mittelalter Klosterschulen und Stadtschulen. Dabei handelte es sich meist um kirchliche Einrichtungen, die vor allem der Ausbildung angehender Priester dienten. In protestantischen Gebieten wurden diese Schulen nach der Reformation im 16. Jahrhundert häufig zu Lateinschulen umbenannt und umgestaltet, wobei die Schulaufsicht von der Kirche auf den jeweiligen Landesfürsten oder in Reichsstädten auf die Räte der Stadt überging. Hauptziel der Schulausbildung blieb weiterhin der Erwerb lateinischer und teilweise auch griechischer Sprachkenntnisse zur Bibellektüre. Die Bezeichnung Gymnasium wurde sowohl für protestantische (Philipp Melanchthon) wie auch für katholische (Jesuitenschule) gelehrte Schulen, die zum Studium qualifizieren sollten, in der frühen Neuzeit üblich. Viele Gymnasien waren auch direkt mit einer Hohen Schule verbunden, an der ein Studium möglich war. Sie wurden Gymnasium academicum, oder Gymnasium illustre oder wie z. B in Regensburg um 1500 Gymnasium poeticum  genannt. Im Barock begann eine erste Blütezeit der Gymnasien, beispielsweise in Straßburg unter Johannes Sturm, in der Klosterschule Ilfeld durch Michael Neander (Pädagoge) oder im schlesischen Goldberg durch Valentin Friedland. Erst im Zeitalter der Aufklärung im 18. Jahrhundert wurden zunehmend auch Deutsch, moderne Fremdsprachen (überwiegend Französisch) und Naturwissenschaften Unterrichtsfächer.
Im Habsburgerreich wurden durch diverse Schulreformen 1735, 1752 und schließlich 1764 der Lehrplan der Gymnasien reformiert und der staatliche Einfluss ausgeweitet. So sollte das humanistische Gymnasium zum Beispiel nur sechs Klassen aufweisen, wobei Griechisch an die Universität verlegt wurde. Schließlich wurde 1770 von der k.-k. Studienhofkommission eine Zusammenstellung der an Gymnasien gebrauchten Lehrbücher gedruckt.
Eine vorläufige Stärkung erhielt der klassische Unterricht in Preußen nach 1800 durch den Neuhumanismus und Wilhelm von Humboldt. Im Königreich Preußen wurde mit einem Erlass vom 12. November 1812 Gymnasium eine amtliche einheitliche Bezeichnung für unmittelbar zur Universität entlassende Schulen. Der Erlass ging auf eine Initiative Wilhelm von Humboldts zurück, die ein einheitliches höheres Niveau sichern sollte. In den deutschsprachigen Landen gab es ab diesem Zeitpunkt immer wieder Reformen sowohl der höheren Schulen selbst als auch ihrer Verwaltung.
Gymnasiale Klassen für Mädchen wurden in Deutschland erst Ende des 19. Jahrhunderts zugelassen. Das erste Mädchengymnasium auf dem Gebiet des heutigen Deutschlands wurde vom Verein Frauenbildungsreform unter Leitung von Hedwig Kettler 1893 in Karlsruhe gegründet. Eine Wende erfolgte im Deutschen Kaiserreich Ende des 19. Jahrhunderts durch Forderungen nach Bildung in Naturwissenschaften und modernen Fremdsprachen infolge des Welthandels und des Beginns der Moderne. In Deutschland führten seit 1900 das humanistische Gymnasium, das Realgymnasium und die Oberrealschule zum gleichberechtigten Abitur. In der Weimarer Republik ergänzte die Richertsche Gymnasialreform dies durch die Deutsche Oberschule. Für die Mädchengymnasien in Preußen war das Jahr 1908 entscheidend, in dem sich der Staat dazu verpflichtete, sich auch um die höhere Mädchenbildung zu sorgen und damit den Frauen einen umfassenden universitären Zugang zu ermöglichen.
Vor dem Zweiten Weltkrieg wurde die Wehrmacht durch Offiziersanwärter erheblich aufgerüstet, indem per Erlass vom 30. November 1936 die höhere Schulzeit verkürzt wurde. An Jungengymnasien mussten die 12. Klassen bereits im März 1937 die Reifeprüfung ablegen, die 13. Klassen verließen dafür ohne schriftliche Prüfung die höhere Schule. An Mädchenschulen wurde erst ab Ostern 1940 die schriftliche Abiturprüfung nach der 12. Klasse eingeführt.
Mit der Teilung Deutschlands 1948/49 spaltete sich die weitere Entwicklung: In der Bundesrepublik Deutschland wurde das neunjährige Gymnasium der Weimarer Republik wiederhergestellt, in der DDR wurde die Schulform als vierjährige Oberschule weitergeführt und nach der Schulreform 1959 durch die Erweiterte Oberschule (EOS) ersetzt.
„Aus dem Dritten Reich ging das bundesrepublikanische Gymnasium in bemerkenswerter personeller Kontinuität hervor.“ Entnazifizierungsverfahren hatten für Gymnasiallehrer selten gravierende Konsequenzen; auch die belasteten unter ihnen galten als unentbehrlich. „Aus einem Rassekundler, der 1936 das Ende des Zuflusses ‚von Judenblut in den deutschen Volkskörper‘ propagiert hatte, konnte ohne allzu große Umstände 1955 ein geachtetes Mitglied der Fachkommission Biologie für die Gymnasien Baden-Württembergs werden.“

## Struktur von Gymnasien

### Vollgymnasium
In Deutschland war ein voll ausgebautes Gymnasium, welches das Abitur anbot, ein Vollgymnasium oder eine Vollanstalt. Ein Gymnasium ohne Oberstufe hieß Progymnasium. Ein Aufbaugymnasium umfasst nur die oberen Klassen und baut z. B. auf einem mittleren Schulabschluss auf.

### Fachrichtungen (Zweige)
Nach den Fachprofilen unterscheidet man traditionell das
- humanistische Gymnasium (HG) mit dem Schwerpunkt bei den alten Sprachen (Latein, Altgriechisch),
- neusprachliche Gymnasium (NG) oder auch sprachliche Gymnasium (SG) mit dem Schwerpunkt bei den neuen Sprachen – siehe auch zweisprachiger Unterricht; manchmal auch je nach erster Fremdsprache mit NGE (Englisch), NGL (Latein) oder NGF (Französisch) abgekürzt.
- mathematisch-naturwissenschaftliche Gymnasium (MNG), in Österreich Realgymnasium, in Bayern seit 2003 naturwissenschaftlich-technologisches Gymnasium (NTG), da Mathematik in allen Fachprofilen gleich intensiv unterrichtet wird.

Häufig sind das mathematisch-naturwissenschaftliche und neusprachliche Profil kombiniert. In manchen Ländern (zum Beispiel Nordrhein-Westfalen) ist diese Unterteilung offiziell aufgehoben und lebt höchstens insoweit fort, als einige Traditionsschulen im Rahmen der allgemein verbindlichen Regelungen ein eigenes Profil pflegen, zum Beispiel nur Latein als erste Fremdsprache anbieten. In anderen Ländern werden die Fachprofile durch unterschiedliche Stundentafeln mit Leben gefüllt.
Spezielle Profile haben:
- berufliche Gymnasien, zum Beispiel technisches Gymnasium, Wirtschaftsgymnasium (WG) mit dem Schwerpunkt auf den Fächern BWL und Sprachen, wirtschaftswissenschaftliches Gymnasium (WWG), ernährungswissenschaftliches Gymnasium, agrarwissenschaftliches Gymnasium, biotechnologisches Gymnasium, sozialwissenschaftliches Gymnasium (SWG), Gesundheitsgymnasium (GG) u. v. a. m.;
- musisches Gymnasium (MuG) mit dem Schwerpunkt auf Künste, Musikgymnasium mit Musik mit einem Pflichtinstrument;
- Sportgymnasium mit Rücksicht auf das Training angehender Leistungssportler;
- europäisches Gymnasium mit dem Schwerpunkt auf Sprachen, drei Fremdsprachen werden gelehrt, eine vierte ist als Wahlpflichtfach möglich;
- Gymnasien mit dem Abschluss International Baccalaureate;
- gymnasiale Oberstufe des Zweiten Bildungsweges und Abendgymnasium.

### Gliederung und Jahrgangsstufen
Der gymnasiale Bildungsgang gliedert sich entweder in
- Sekundarstufe I (Unterstufe) und
- Sekundarstufe II (Oberstufe)

oder in
- Unterstufe,
- Mittelstufe und
- Oberstufe.

Das hängt davon ab, welche Bildungsabschlüsse im Schulsystem vor der Reifeprüfung möglich sind.
Traditionelle Bezeichnungen: An einigen deutschen und schweizerischen Gymnasien wurden traditionell die Jahrgangsstufen fünf bis dreizehn (oder zwölf) mit absteigenden lateinischen Zahlwörtern bezeichnet, wobei von der Abschlussklasse aus (prima ‚erste‘) nach unten (sexta ‚sechste‘) gezählt wurde. Ursprünglich gab es nur sechs Klassen, die später weiter unterteilt wurden.
| Jahrgangsstufe | Historische Bezeichnung | Schulklasse des Gymnasiums | Abkürzung |
| -------------- | ----------------------- | -------------------------- | --------- |
| 05. Klasse     | Sexta                   | 1.                         | VI        |
| 06. Klasse     | Quinta                  | 2.                         | V         |
| 07. Klasse     | Quarta                  | 3.                         | IV        |
| 08. Klasse     | Untertertia             | 4.                         | U III     |
| 09. Klasse     | Obertertia              | 5.                         | O III     |
| 10. Klasse     | Untersekunda            | 6.                         | U II      |
| 11. Klasse     | Obersekunda             | 7.                         | O II      |
| 12. Klasse     | Unterprima              | 8.                         | U I       |
| 13. Klasse     | Oberprima               | 9.                         | O I       |

Daraus lassen sich die Sexta bis Quarta als die Unterstufe, die Untertertia bis Untersekunda als die Mittelstufe und die Obersekunda bis Oberprima als die Oberstufe herleiten.
In den Gymnasien des schweizerischen Kantons Bern fanden die historischen Bezeichnungen der Jahrgangsstufen bis zum Schuljahr 2016/2017 Verwendung – zuletzt waren die Bezeichnungen Quarta, Tertia, Sekunda und Prima für die vier Jahrgangsstufen der 9. bis zur 12. Klasse in Gebrauch.

### Gymnasiallehrer
Gymnasiallehrer werden in Österreich (bis 1918 auch im Deutschen Reich) meist mit „Professor“ angeredet, obwohl diese Bezeichnung streng genommen pragmatisierten (verbeamteten) Lehrern vorbehalten ist. Diese Anrede war lange noch auch in Bayern üblich („Klassprofessor“), ist aber nach 1968 allmählich untergegangen. In Polen ist an den Lyzeen (jedoch nicht an den Gymnasien) die Anrede „panie profesorze“ bzw. „pani profesor“ (‚Herr/Frau Professor‘) weiterhin im Alltagsgebrauch üblich.

## Gymnasien und Lyzeen in verschiedenen Ländern

### Belgien: Lyceum
Ab dem 9. Schuljahr gibt es die Schulform allgemeiner Sekundarunterricht. 
In Belgien beinhaltet ein lyceum keine Bildungsgang, sondern eine bestimmte Bildungsorganisation, nämlich eine allgemeinbildende Höhere Schule. Ein lyceum kann sowohl eine öffentliche Schule (vgl. Athenäum) als auch eine katholische Schule bezeichnen (vgl. College). Ursprünglich wurde der Name einzig an Institutionen für Sekundarbildung von Mädchen (Mädchenschulen) gegeben, aber diese Bedeutung ist seit der Einführung des gemischten Unterrichts großenteils verschwunden.

### Bulgarien: Gymnasium
Das Gymnasium in Bulgarien beginnt nach der 7. Klasse. Zugangsvoraussetzung ist das Bestehen einer zentralen (nationalen) Aufnahmeprüfung in den Fächern Mathematik, Bulgarisch und Literatur.

### Deutschland: Gymnasium

Bildungsgänge im deutschen Bildungssystem

In Deutschland besteht das Gymnasium als ein Bildungsgang im gegliederten Schulsystem Deutschlands, der „Schülerinnen und Schülern eine vertiefte allgemeine Bildung“ vermittelt. Andere Schulformen (zum Beispiel Berufskollegs) benutzen die Bezeichnung gymnasiale Oberstufe. Mit der Bezeichnung Höhere Schule war früher ausschließlich das Gymnasium gemeint; heute schließt die umgangssprachliche Bezeichnung auch andere Schulformen ein. Ein Mädchengymnasium hieß früher Lyzeum.
Die Alliierten haben nach dem Zweiten Weltkrieg in der Direktive Nr. 53 von 1947 den Aufbau eines gesamtschulartigen Schulsystems gefordert, in dem für das traditionelle Gymnasium kein Platz gewesen wäre. In Westdeutschland waren gymnasiale Zulassungsprüfungen bis Ende der 1960er, in Bayern bis Ende der 1970er Jahre obligat. Für Grundschüler am Ende der 4. Klasse dauerten sie in der Freien Hansestadt Bremen fünf Tage. In der DDR wurde die Oberschule zur Erlangung der Hochschulreife eingeführt. Nach der deutschen Wiedervereinigung wurde das Gymnasium in den fünf neuen Ländern wieder eingeführt.
In Deutschland beginnt das Gymnasium in den meisten Ländern mit der Klasse fünf (Sexta), in Berlin und Brandenburg nach Beendigung der sechsjährigen Grundschule. Eine Ausnahme hiervon bildet die Leistungs-und-Begabten-Klasse (LuBK). Brandenburgische Schüler können, wenn sie besonders begabt und leistungsstark sind, in diesen Klassen bereits ab der 5. Klasse ein Gymnasium besuchen. In Mecklenburg-Vorpommern besuchen die Schüler seit 2006 gemeinsam in der fünften und sechsten Klasse die Regionale Schule. In Niedersachsen gab es von 1972 bis 2004 eine Orientierungsstufe in den Klassen fünf und sechs für alle Schüler, in Bremen von 1977 bis 2005. Die Gymnasien begannen in dieser Zeit erst mit der Klasse sieben.
Die reguläre Ausbildungsdauer an einem Gymnasium bis zum Abitur (Allgemeine Hochschulreife) beträgt in der Regel neun Schuljahre (Abschluss nach der Jahrgangsstufe dreizehn, kurz G9 genannt). In Sachsen und Thüringen blieb es auch nach dem Beitritt zur Bundesrepublik bei acht Schuljahren, also Abschluss nach der Jahrgangsstufe zwölf. Ab 2004 ermöglichten alle Länder eine achtjährige Gymnasialzeit (Abitur in der zwölften Klasse, verkürzter Bildungsgang, kurz G8). In Rheinland-Pfalz gibt es seit dem Abiturjahrgang 2002 nach einer verkürzten Schulzeit das Abitur nach zwölfeinhalb Jahren gesamter Schulzeit.
Die Lehrpläne oder Rahmenpläne für die Gymnasien der Kultusministerien legen in einigen Ländern grundsätzliche Ausbildungsinhalte und ihre Platzierung im Curriculum nach definierten Zweigrichtungen fest. In anderen Ländern sind die traditionellen Zweige durch Wahlmöglichkeiten der Schüler abgeschafft. Je nach Schulfinanzierung oder Personalaufwandsträger wird zwischen staatlichen, kommunalen und privaten (auch kirchlichen) Gymnasien unterschieden. Von den privaten beziehungsweise kirchlichen Gymnasien führen staatlich anerkannte als auch staatlich genehmigte zur Abiturprüfung. Aufgrund der Schulfinanzierungsgesetze werden alle privaten Gymnasien zu etwa 65 bis 85 Prozent aus öffentlichen Geldern finanziert.
Im Schuljahr 2005/2006 bestanden in Deutschland 3096 Gymnasien (24 weniger als im Vorjahr) mit 2,43 Millionen Schülern (etwa 27.000 mehr als im Vorjahr). Die Schüler wurden in 62.430 Klassen von 163.500 Lehrkräften (davon etwa 73,6 Prozent Frauen) unterrichtet. Im Jahr 2007 besuchten 1.701.109 Gymnasiasten die Sekundarstufe I und 763.891 Gymnasiasten die Sekundarstufe II. Die Schüler der Sekundarstufe I wurden von 97.220 Lehrern unterrichtet, die Schüler der Sekundarstufe II von 56.555 Lehrern. Im Schuljahr 2008/2009 besuchten 2.468.949 das Gymnasium. Es gab 3.070 Gymnasien im Schuljahr 2008/2009 in Deutschland.

### Dänemark: Gymnasium
Das Gymnasium in Dänemark entspricht der gymnasialen Oberstufe und dauert drei Jahre. Es beginnt nach der neun- bzw. zehnjährigen Folkeskole (vergleichbar mit der deutschen Gesamtschule). Neben dem Gymnasium (STX) gibt es das Handelsgymnasium (HHX) und das technische Gymnasium (HTX) als weiterführende Schule.

### Frankreich: Lycée
In Frankreich heißt die Entsprechung der gymnasialen Oberstufe (Sekundarstufe II) deutschsprachiger Länder lycée. Das Lycée bereitet auf das Baccalauréat (Abitur) vor, das für unterschiedlichste wissenschaftliche Fächer, aber auch berufliche, insbesondere auch handwerkliche Tätigkeiten in verschiedenen Zweigen, zwischen denen die Lernenden zu wählen haben, konzipiert ist. In Frankreich verfügen rund 40 Prozent der arbeitstätigen Bevölkerung über einen solchen Abschluss. Das Besondere am französischen System ist, dass das Baccalauréat zugleich als erster akademischer Abschluss gilt; die Prüfungen werden von einer Universität geleitet, und ein bestandenes Baccalauréat berechtigt in jedem Fall zum Hochschulstudium. Dem Lycée geht das collège voraus (Sekundarstufe I), das alle Jugendlichen besuchen.

### Griechenland/Zypern: Gymnasio – Lykeio
In Griechenland und Zypern ist das Gymnasio Γυμνάσιο die gemeinsame Sekundarstufe I/Unterstufe für alle Schüler im Alter von 12 bis 15 Jahren mit dem Esperino Gymnasio (Abendgymnasium) als Sonderform. Das griechisch Γενικό Λύκειο Geniko lykeio, deutsch ‚Allgemeines Lyzeum, Gesamtschule‘ schließt sich als Sekundarstufe II/Oberstufe im allgemeinbildenden Sektor an, daneben gibt es die Tehnika Epangelmatika Ekpedeftiria TEE (Berufbildungseinrichtungen). Diese Typen gibt es seit der Schulreform 1997/98.

### Großbritannien: Grammar Schools
In Großbritannien existieren die Grammar Schools, die in etwa den deutschsprachigen Gymnasien entsprechen. Allerdings gibt es heute nur noch wenige Grammar Schools, da viele von Labour geschlossen oder in Gesamtschulen (Comprehensive Schools) umgewandelt wurden. Viele der bekannten Grammar Schools wie King Edward’s in Birmingham wollten jedoch das Selektionsprinzip nicht aufgeben und wurden deshalb Public Schools (Privatschulen).

### Italien: Liceo/Gymnasium
Der in Italien liceo („Lyzeum“) genannte Schultyp vom 9. bis zum 13. Schuljahr wird in Südtirol amtlich auf Deutsch Gymnasium genannt. Es gibt sechs Arten von Gymnasien:
- Das Klassische Gymnasium (Liceo Classico) legt seinen Schwerpunkt auf den humanistischen Bereich und auf die alten Sprachen Latein und Griechisch.
- Das Realgymnasium (Liceo Scientifico) hat seinen Schwerpunkt im mathematisch-naturwissenschaftlichen Bereich.
- Das Sozialwissenschaftliche Gymnasium (Liceo delle scienze umane) ist auf Pädagogik und Sozialwesen ausgerichtet.
- Das Sprachengymnasium (Liceo Linguistico) hat seinen Schwerpunkt im Bereich der modernen Fremdsprachen.
- Das Kunstgymnasium (Liceo Artistico) legt seinen Schwerpunkt auf Kunsterziehung.
- Das Musische Gymnasium (Liceo musicale e coreutico) legt seinen Schwerpunkt auf Musik und Tanz.

An den beiden letztgenannten Gymnasien wird kein Latein gelehrt. Alle führen zur Staatlichen Abschlussprüfung.

### Kanada: University-preparatory school
In Kanada existieren ebenfalls University-preparatory schools.

### Liechtenstein: Gymnasium
Liechtenstein unterhält das Liechtensteinische Gymnasium.

### Litauen: Gymnasium
Litauen unterhält das litauische Gymnasium.

### Luxemburg: Klassisches Lyzeum
Das Klassische Lyzeum (Lycée classique) beginnt in Luxemburg in der 7. Klasse und schließt nach dem 13. Schuljahr mit dem diplôme de fin d’études secondaires, das den Zugang zum Universitätsstudium ermöglicht, ab. Unterrichtssprache ist dabei in der 7. Klasse Deutsch (mit Ausnahme im Mathematikunterricht), von Klasse 8 an Französisch. Das klassische Lyzeum wählt etwa ein Drittel der luxemburgischen Schüler.

### Niederlande: Gymnasium, Atheneum, Lyceum
Atheneum und Gymnasium sind in den Niederlanden Typen des VWO (voorbereidend wetenschappelijk onderwijs, „vorwissenschaftlichen Unterrichts“). Beide Schularten umfassen sechs Schuljahre und bereiten auf ein Universitätsstudium vor. Der Unterschied besteht in dem am Gymnasium verpflichtenden Latein- und Altgriechischunterricht. Etwa ein Fünftel der Schüler eines Jahrgangs wechselt nach der Grundschule zum VWO. Als Lyceum werden Schulen bezeichnet, an der sowohl VWO-Schüler als auch solche des HAVO (hoger algemeen voortgezet onderwijs, „allgemeinbildenden Sekundarunterrichts“) lernen. Letzterer bereitet auf eine höhere Berufsausbildung oder ein Fachhochschulstudium vor.

### Österreich: Gymnasium/AHS
In Österreich sind Gymnasien formell allgemeinbildende höhere Schulen (AHS), werden jedoch umgangssprachlich immer noch als Mittelschule bezeichnet.

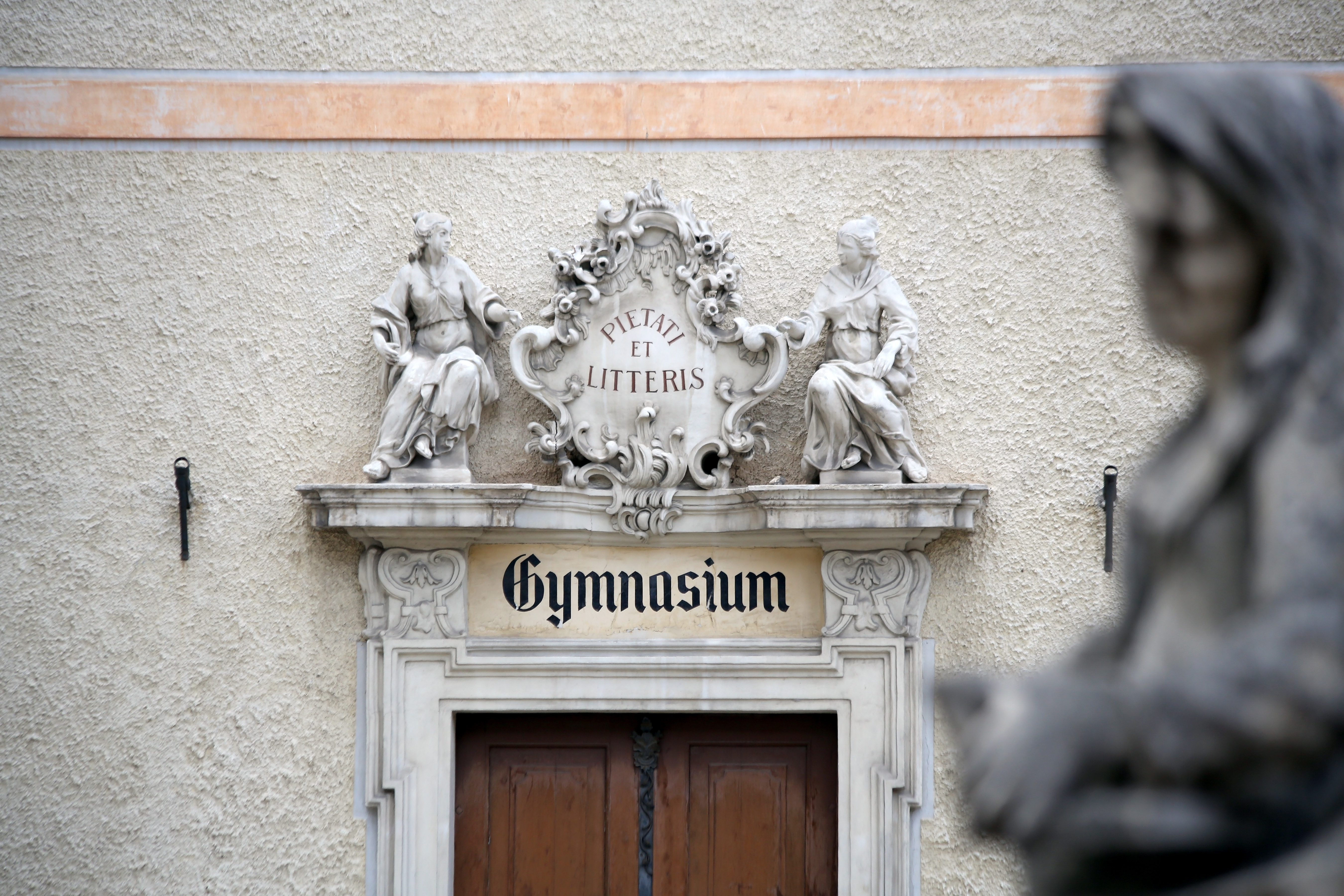
Das 1701 eröffnete Piaristengymnasium in Wien

Die klassischen Typen des Gymnasiums (G) in Österreich sind:
- humanistisches Gymnasium, das humanistische Fächer (insbesondere die Kultursprachen Latein und Altgriechisch) als Schwerpunkte hat; traditionsreiche Formen mit der Bezeichnung akademisches Gymnasium und
- neusprachliches Gymnasium mit Fokus auf lebende Fremdsprachen (vor allem Französisch, Italienisch und Spanisch).

Weitere gymnasiale, vom Gymnasium im eigentlichen Sinne zu unterscheidende Schularten sind:
- Realgymnasium (RG) mit dem Schwerpunkt auf Naturwissenschaften,
  - auch als reine Oberstufenschulen, das Oberstufenrealgymnasium (ORG),
  - als eine seltene Sonderform das Werkschulheim (WSH, Realgymnasium mit handwerklicher Ausbildung), das in der Oberstufe auch eine Handwerksausbildung vermittelt und daher neunjährig ist;
- wirtschaftskundliches Gymnasium (WRG) mit dem Schwerpunkt auf ökonomische Fächer;
- Aufbaugymnasium/Aufbaurealgymnasium (AG/ARG), eine seltene Oberstufenform;
- Gymnasium, Realgymnasium und wirtschaftskundliches Realgymnasium für Berufstätige, also Postsekundar-Formen

Daneben gibt es Sonderformen als AHS mit besonderem Bildungsschwerpunkt bei im Rahmen der Schulautonomie abweichendem Fächerkanon:
- das musische Gymnasium mit dem Schwerpunkt auf kulturschaffende Disziplinen (Musik, Bildnerischer Erziehung, Theater, Tanz, …), in denen auch maturiert wird;
- das Sportgymnasium, eine höhere Schule (meist Realgymnasium) für Sportler mit der Option, jugendlichen Leistungssportlern die Möglichkeit zu bieten, bei verminderter Wochenstundenzahl parallel zu ihrem sportlichen Training und ihren Wettkampfeinsätzen eine AHS zu besuchen und an dieser zur Reifeprüfung zu gelangen (speziell auch in Österreich: Skigymnasium) mit neunjährigen Formen.

Inzwischen gibt es zahlreiche weitere Übergangsformen zwischen den gymnasialen Formen, etwa Gymnasien mit schulautonomer Schwerpunktsetzung Wirtschaft oder den Schwerpunkten Informatik, Ökologie und anderes. Außerdem gibt es zweisprachige Schulen für die Minderheitensprachen oder internationale Schulen.
Im Zusammenhang mit der Einführung der Neuen Mittelschule (NMS), die die Hauptschule (HS) ablöst, gibt es an Gymnasien auch Schulversuche der Unterstufe, z. b. die Kooperative Mittelschule (KMS), die auch eine Zusammenarbeit mit einer Hauptschule darstellen können.
In Österreich existieren derzeit 340 Gymnasien aller Formen, davon 272 Langform mit Unterstufe, 7 ohne Oberstufe, 108 nur mit Oberstufe und 8 für Berufstätige, darunter sind 204 Gymnasien, 152 Realgymnasien, 75 Oberstufenrealgymnasien, 17 wirtschaftskundliche Realgymnasien, 4 Aufbau(real)gymnasien und 2 Werkschulheime – wobei viele Schulen mehrere Typen führen. Die Gymnasien aller Formen machen etwas über 5 % der Schulen Österreich (insg. etwa 6200) aus, sie werden aber von insgesamt etwa 200.000 Schülern besucht, das ist 1⁄6 aller österreichischen Schüler.
Das Gymnasium ist in zwei Abschnitte mit jeweils meist vier Jahren gegliedert:
- Unterstufe (Sekundarstufe I, 5.–8. Schulstufe)
- Oberstufe (Sekundarstufe II, 9.–12. Schulstufe, selten auch 5-jährig mit 13. Schulstufe)

In den 1960er Jahren waren Bestrebungen im Gange, die normale allgemeinbildende höhere Schule auf neun Jahre auszudehnen. Dies wurde auch zwei Jahre durchgeführt. Dieses Vorhaben wurde dann aber wieder aufgegeben.
Die Nummerierung der Klassen beginnt üblicherweise mit jeder Schule neu, das heißt die erste Klasse im Gymnasium entspricht der fünften Schulstufe (nach den vier Jahren Volksschule), und läuft bis zur achten (neunten) Klasse, die die Matura ablegt, in den Oberstufenformen zählt man erste bis vierte Klasse.
Der Lehrplan aller dieser Schularten ist für die 1. und 2. Klasse (5./6. Schulstufe) einheitlich, außer bei den Schulen mit besonderem Schwerpunkt. Ab der fünften Schulstufe wird als erste lebende Fremdsprache meist Englisch gelehrt.
Im humanistischen und neusprachlichen Profil wird diese in der siebten Schulstufe durch eine zweite Fremdsprache ergänzt (zum Beispiel Latein, Italienisch, Französisch, Spanisch) oder man wählt jenen Schulzweig, der sich mehr auf Mathematik und die Naturwissenschaften bezieht (Realgymnasium). Die Unterstufe des Realgymnasiums entspricht von den Fächern her weitgehend der Hauptschule. Der Übertritt von der Hauptschule in ein Gymnasium ist möglich, wenn der Schüler die Fächer Deutsch, Mathematik und lebende Fremdsprache in der besten Leistungsgruppe besucht hat und alle anderen Fächer mit befriedigend (3) oder besser beurteilt wurden (die Notenskala in Österreich umfasst fünf Noten: sehr gut/1, gut/2, befriedigend/3, genügend/4, nicht genügend/5) – die Regelung ändert sich für die Neue Mittelschule, da diese Schulform nach dem AHS-Lehrplan geführt wird.
Zu Beginn der Oberstufe wird in allen Zweigen eine weitere Sprache angeboten – eine zweite Sprache im Realgymnasium, eine dritte in neusprachlichen und humanistischen Gymnasien. Dabei handelt es sich meist um die Sprachen Französisch, Italienisch, Latein oder Spanisch, im humanistischen Gymnasium Altgriechisch, Russisch oder Französisch. Ab der zehnten Schulstufe können die Schüler außerdem eigene Schwerpunkte setzen. Dazu müssen sie ein begrenztes Stundenkontingent in Wahlpflichtgegenstände investieren. Diese sechs Wahlpflichtfachstunden sind über die zehnte, elfte und zwölfte Schulstufe (sechste, siebte und achte Klasse) zu verteilen. Schüler können auf freiwilliger Basis auch mehr als sechs Stunden investieren, jedoch muss das von der Schulleitung genehmigt werden. In der elften und zwölften Schulstufe können sich die Schüler üblicherweise zusätzlich zwischen den Fächern Musikerziehung und Bildnerische Erziehung entscheiden. Diese Entscheidung ist wichtig, wenn ein Schüler in einem dieser Gegenstände maturieren will. In jenem Fach, das ein Schüler nicht wählt, kann dieser keine Matura machen.

### Polen: Gimnazjum – Liceum
Seit der polnischen Bildungsreform 1999 folgt auf die sechsjährige Grundschule (szkoła podstawowa) zunächst eine dreijährige Mittelschule mit der Bezeichnung gimnazjum, deren Besuch für alle Schüler verpflichtend ist. Im Anschluss an das gimnazjum wird bis zur Erfüllung der Schulpflicht mit 18 Jahren entweder eine 4-jährige technische Oberschule oder eine zweijährige berufsbildende Schule mit verschiedenen Fachrichtungen (z. B. Handel, Tourismus, Gesundheit und Soziales) besucht oder an einem liceum (Oberschule – verschiedene Varianten) in drei Jahren die Hochschulreife erworben. Vor 1999 gab es das gimnazjum nicht, stattdessen schlossen sich das liceum (vier Jahre) und andere weiterführende Schulformen direkt an die Grundschule (acht Jahre) an.
Seit 2017 wurde das „gimnazjum“ abgeschafft und das „liceum“ wieder zu einer vierjährigen Schule.

### Portugal: Liceu (bis 1978), Escola secundária

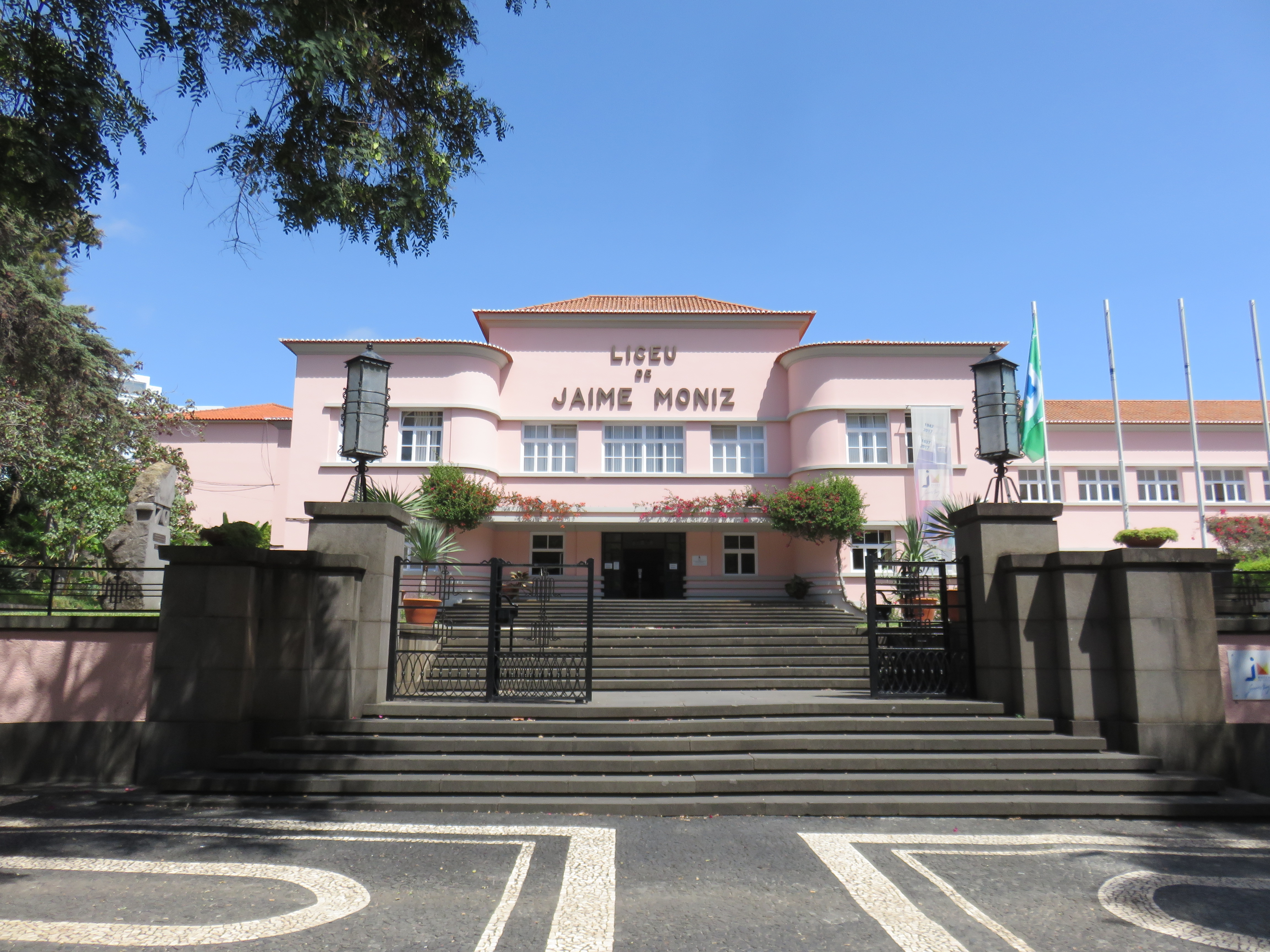
Das Liceu Jaime Moniz in Funchal auf der Insel Madeira war 1837 das erste Liceu in Portugal.

Weiterführende Bildung lag in Portugal lange in Händen geistlicher Orden, ganz überwiegend bei den Jesuiten. Unter König Dom Manuel wurde der sekundäre Bildungsbereich erstmals unter dem Namen Artes vereinheitlicht, 1547 entstand in Coimbra mit dem Colégio das Artes (auch Colégio Real das Artes e Humanidades de Coimbra) die erste reine Sekundarschule. 1555 übernahmen die Jesuiten das Colégio das Artes und es entstanden zahlreiche Colégios der Jesuiten im ganzen Land, die 1561 das Monopol der Hochschulreife in Portugal erhielten. Sebastião José de Carvalho e Melo, der Marquês de Pombal, als aufgeklärt-absolutistischer Premierminister ein Gegner der Jesuiten, verwies die Gesellschaft Jesu 1759 des Landes, säkularisierte die Lehrpläne und unterstellte alle Jesuiten-Schulen der neugeschaffenen staatlichen Schulbehörde.
Nach der Liberalen Revolution ab 1820 wurde auch das Bildungssystem in Portugal reformiert, und Premierminister Passos Manuel führte im Jahr 1836 das Liceu als einheitliches Gymnasium ein, dessen Abschluss zum Besuch der Universitäten berechtigte, wie zuvor die Colégios. Das Liceu de Jaime Moniz in Funchal auf der Insel Madeira eröffnete 1837 als erstes Liceu im Land.
Unter der 1932 implementierten semifaschistischen Estado-Novo-Diktatur erfolgte mit der Reform von 1947/48 eine Zementierung der sozialen Kluft in der Sekundarbildung. So wurden neben den besser ausgestatteten Liceus (mit dem Ziel der Hochschulreife) die Escolas técnicas (berufsvorbereitende Bildung) geschaffen. 1967 wurde der Ciclo preparatório eingeführt, als einheitliche fünfte und sechste Klasse beider Sekundarschulformen. Zudem fielen nun die bis hierher nötigen Zugangsprüfungen weg, und an den Escolas técnicas wurden die Cursos Gerais auf drei Jahre reduziert und dafür zweijährige Cursos complementares wie am Liceu eingeführt, was eine erste Verbreiterung der Sekundarbildung bedeutete.
Nach der Nelkenrevolution 1974 wurden die Escolas técnicas 1975 abgeschafft und den Liceus gleichgestellt, womit die zögerliche Vereinheitlichung der Sekundarbildung seit 1967 vollendet wurde. Ab 1976 wurde die erste Sekundarstufe (Klassen sieben bis neun) vereinheitlicht. 1979 folgte die Schaffung der einheitlichen Jahrgangsstufen 10 und 11 (womit das bisherige Liceu nunmehr als abgeschafft galt), 1981 folgte die in der Form kurzzeitig abgeschaffte und nun als einheitliche Stufe wieder eingeführte 12. Klasse. Im Jahr 1986 wurde die allgemeine Schulpflicht von sechs auf neun Jahre verlängert, seit 2009 beträgt sie 12 Jahre.
Siehe auch: Geschichte der Sekundarschulbildung in Portugal

### Schweiz: Gymnasium, Kantonsschule

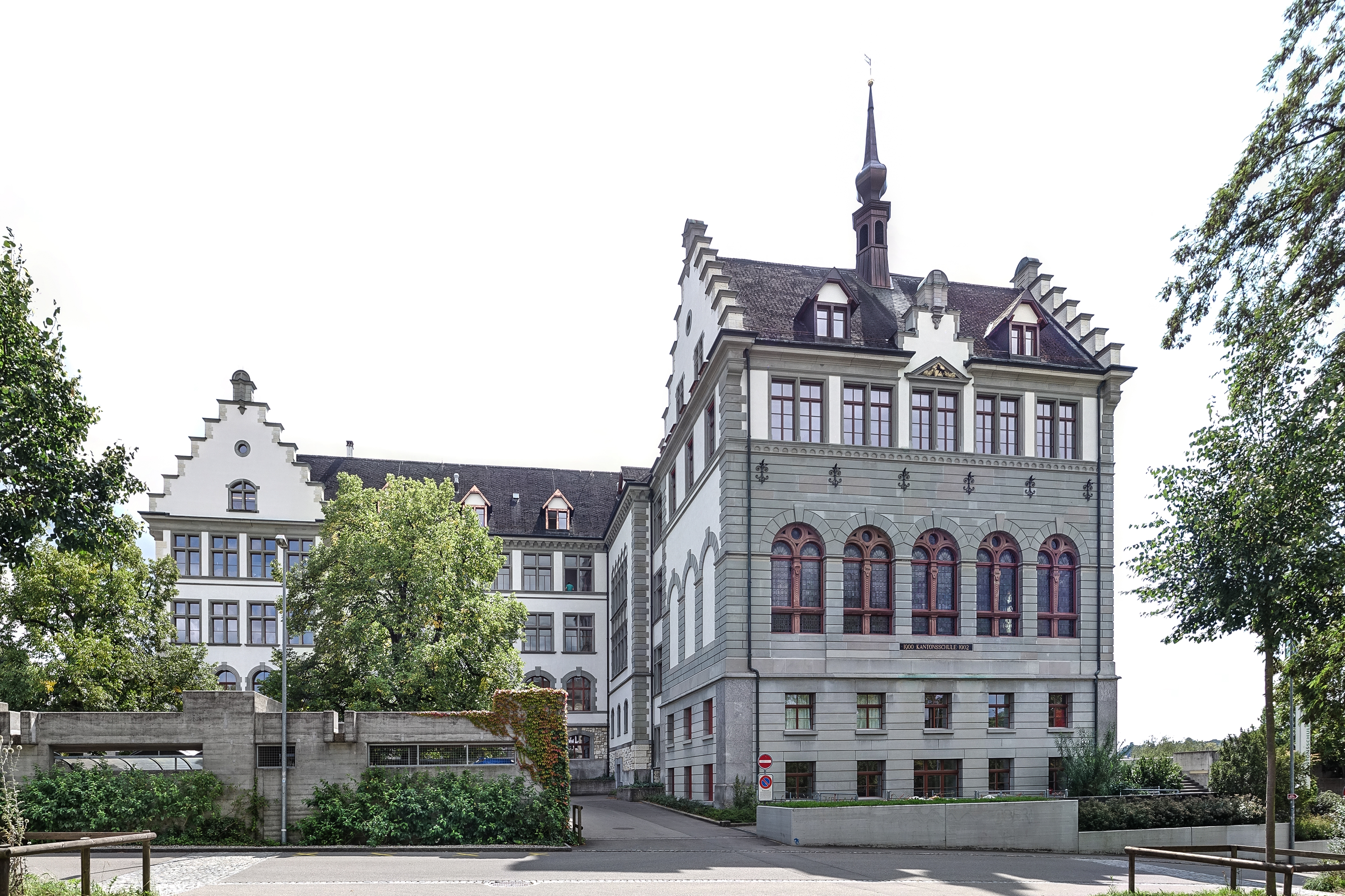
Kantonsschule Schaffhausen

In der Schweiz wird das Gymnasium in einigen Kantonen als Kantonsschule (umgangssprachlich meist Kanti) bezeichnet, in anderen als Gymnasium (umgangssprachlich häufig das Gymi oder der Gymer), Mittelschule, Kollegium (umgangssprachlich Kollegi) oder Seminarium. Die französischsprachige Kantone nennen das Gymnasium Gymnase, Collège (Kollegium) oder selten noch Lycée, italienische Liceo (Lyzeum) in Anlehnung an die französisch-italienische Schulform. Es ist eine reine Form der Sekundarstufe II und dauert drei bis vier Jahre. Daneben gibt es als Vorstufe das Unter-/Progymnasium (drei Jahre), dann sind die Schulen als Langzeitgymnasium (LZG) sechs- bis siebenjährig. Es gibt zahlreiche Schwerpunkttypen (Buchstabencode der Profile).
In der Schweiz gab es im Jahr 2003 170 Gymnasien mit 63.400 Schülern. Seit 1993/1994 ist der Frauenanteil größer als der Männeranteil und belief sich im Jahr 2003/2004 auf 56 Prozent. 2010 wurden rund 19.000 gymnasiale Maturitätszeugnisse ausgestellt. Die gymnasiale Maturitätsquote betrug 2018 bis zum 25. Lebensjahr 21,8 %.

### Slowenien: Gimnazija
In Slowenien ist die Gimnazija eine allgemeinbildende Oberschule für Schüler im Alter von 15 bis 19 Jahren, die sich an die neunjährige Grundschule (osnovna šola) anschließt. Die Ausbildung dauert vier Jahre und wird mit der allgemeinen Hochschulreife (matura) abgeschlossen.

### Tschechien undSlowakei: Gymnázium
In Tschechien und der Slowakei ist das Gymnázium eine allgemeinbildende Oberschule, die mit der allgemeinen Hochschulreife (maturita) abgeschlossen wird. Der Besuch des Gymnasiums dauert vier oder acht Jahre (nach neun bzw. fünf Jahren Grundschule), seltener sechs Jahre (nach sieben Jahren Grundschule).

### Türkei: Lise
In der Türkei wird die weiterführende Schule (zwischen Grundschule und der Universität) als Lise bezeichnet (wobei der Ursprung das französische Wort lycée ist). Sie dauert vier bis fünf Jahre je nach Schultyp. Die Zulassung zum Lise erfolgt nach Abschluss der 8-jährigen Grundbildung (mit zusätzlicher Prüfungszeit) über ein spezielles Berechnungssystem. Vom Schuljahr 2013/14 bis 2017/18 war dies das System TEOG (Temel Öğretimden Ortaöğretime Geçme Sistemi), seit dem Schuljahr 2017/18 das System LGS (Lise Geçis Sınavı).

### Vereinigte Staaten: High School und University-preparatory School
In den Vereinigten Staaten herrscht die High School als Einheitsschule vergleichbar mit der deutschen Gesamtschule vor. Auf der High School kann bei Wahl somit die Hochschulreife und Fachhochschulreife erlangt werden. Voraussetzung hierfür ist die vorgehende Wahl schwerer Kurse, zum Beispiel Pre-Advanced Placement- oder Advanced Placement-Kurse. Ein High School Diploma entspricht also entweder der mittleren Reife, der Fachhochschulreife oder dem Abitur, je nachdem, in welchen Zug man sich einschreibt.
In den Vereinigten Staaten gibt es außerdem University-preparatory Schools, die vom Curriculum her der Oberstufe des deutschsprachigen Gymnasiums ähneln, allerdings auch einige Unterschiede aufweisen. Sie kosten im Durchschnitt ungefähr 10.000 bis 50.000 US-Dollar pro Schuljahr. Dadurch bedingt haben sie Vorteile wie eine sehr niedrige Schüler-Lehrer-Relation und zahlreiche Sportmöglichkeiten. Etwa einer von 100 amerikanischen Schülern besucht eine solche Schule. Die Absolventen besuchen typischerweise die besten Hochschulen der Vereinigten Staaten.